# 东川白环蛇
东川白环蛇（学名：Lycodon synaptor）也称东川链蛇，一种发现于中国云南省昆明市东川区的爬行动物，隶属于游蛇科白环蛇属（链蛇属）。

## 保护
本种于2023年被收录入《有重要生态、科学、社会价值的陆生野生动物名录》。